# Cheliferidae

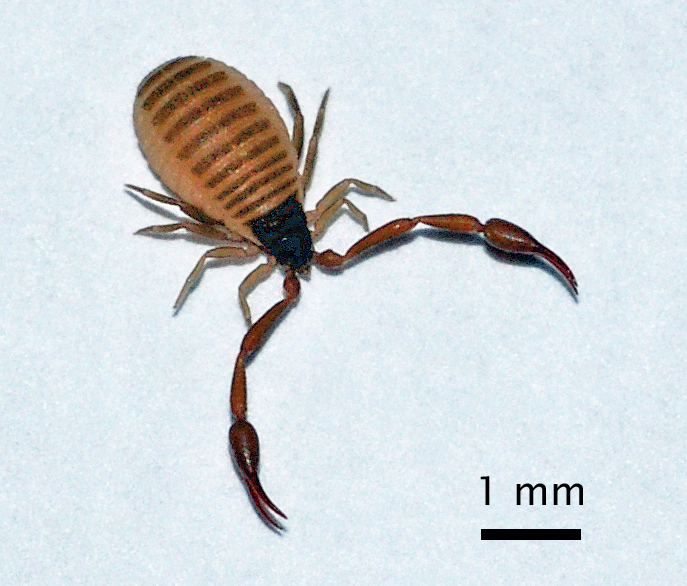
Книжный ложноскорпион (Chelifer cancroides)

Cheliferidae (лат.) — семейство псевдоскорпионов из подотряда Iocheirata.
Более 300 видов во всех регионах мира.

## Описание
Большинство представителей имеют мелкие размеры, 3-4 мм в длину. Во многих отношениях являются наиболее продвинутыми из псевдоскорпионов. Ядовитый аппарат хорошо развит в обоих пальцах хелицер педипальп, добавочные зубцы на них отсутствуют. Хелицеральный жгутик состоит из трех щетинок. Обычно есть два глаза. Брюшные тергиты и стерниты обычно разделены. Внутренние гениталии самца сложные и сильно склеротизованы, обычно с выворачивающимися боковыми мешочками, называемыми ramshorn-органами. Сперматеки самок в виде одного или двух коротких округлых мешочков, снабженных заметными ребристо-склеротическими пластинками. Часто отмечается вторичная половая модификация самцов: выступы из заднелатеральных углов карапакса и тергитов брюшка, короткая шпора на латеральной стороне тазика IV ноги и особые модификации лапки I ноги. Субтерминальные щетинки простые или зубчатые. Коготки простые или зубчатые. Выраженный половой диморфизм сопровождается сложным поведением при ухаживании и спаривании, включая удлинение органов самца, танцы парами и помощь самца в захвате сперматофора с помощью модифицированных передних ног.
Семейство имеет почти космополитическое распространение, но лучше всего представлены в более теплых регионах мира. Cheliferidae часто встречаются в подстилке; они также часто живут под корой деревьев и иногда являются форетиками насекомых, живущих на деревьях. Один вид, книжный ложноскорпион (Chelifer cancroides), обычно встречается в человеческих жилищах и хозяйственных постройках и, по-видимому, распространился по миру в результате перемещений людей.
Представители семейства Chthoniidae менее разнообразны в Австралазии и Неотропике.

## Классификация
Включает около 300 видов и около 60 родов. Крупнейший род Dactylochelifer включает более 40 видов, а примерно половина родов монотипические.
В ископаемом состоянии семейство известно с мелового периода (Бирманский янтарь), а также из эоцена в балтийском, биттерфилдском, мексиканском янтарях.
- Amaurochelifer Beier, 1951
- Ancistrochelifer Beier, 1951
- Aperittochelifer Beier, 1955
- Aporochelifer Beier, 1953
- Aspurochelifer Benedict and Malcolm, 1979
- Australochelifer Beier, 1975
- Beierius J. C. Chamberlin, 1932
- Beierochelifer Mahnert, 1977
- Canarichelifer Beier, 1965
- Centrochelifer Beier, 1959
- Chamberlinarius Heurtault, 1990
- Cheirochelifer Beier, 1967
- Chelifer Geoffroy, 1762
- Cubachelifer Hoff, 1946
- Dactylochelifer Beier, 1932
- Dichela Menge, 1854
- Ectoceras Stecker, 1875
- Electrochelifer Beier, 1937
- Ellingsenius J. C. Chamberlin, 1932
- Eremochernes Beier, 1932
- Florichelifer Hoff, 1964
- Gobichelifer Krumpál, 1979
- Hansenius J. C. Chamberlin, 1932
- Haplochelifer J. C. Chamberlin, 1932
- Hygrochelifer Murthy and Ananthakrishnan, 1977
- Hysterochelifer J. C. Chamberlin, 1932
- Idiochelifer J. C. Chamberlin, 1932
- Kashimachelifer Morikawa, 1957
- Levichelifer Hoff, 1946
- Lissochelifer J. C. Chamberlin, 1932
- Litochelifer Beier, 1948
- Lophochernes E. Simon, 1878
- Lophodactylus J. C. Chamberlin, 1932
- Macrochelifer Vachon, 1940
- Mesochelifer Vachon, 1940
- Metachelifer Redikorzev, 1938
- Mexichelifer Muchmore, 1973
- Microchelifer Beier, 1944
- Mucrochelifer Beier, 1932
- Nannochelifer Beier, 1967
- Nannocheliferoides Beier, 1974
- Pachychelifer Beier, 1962
- Paisochelifer Hoff, 1946
- Papuchelifer Beier, 1965
- Parachelifer J. C. Chamberlin, 1932
- Philomaoria J. C. Chamberlin, 1931
- Phorochelifer Hoff, 1956
- Pilochelifer Beier, 1935
- Protochelifer Beier, 1948
- Pseudorhacochelifer Beier, 1976
- Pugnochelifer Hoff, 1964
- Pycnochelifer Beier, 1937
- Rhacochelifer Beier, 1932
- Rhopalochelifer Beier, 1964
- Sinochelifer Beier, 1967
- Stenochelifer Beier, 1967
- Strobilochelifer Beier, 1932
- Stygiochelifer Beier, 1932
- Telechelifer J. C. Chamberlin, 1949
- Tetrachelifer Beier, 1967
- Trachychelifer Hong, 1983
- Tyrannochelifer J. C. Chamberlin, 1932
- Xenochelifer J. C. Chamberlin, 1949